# فلم فني
الفيلم الفني أو الفلم الفني (بالإنجليزية: Art film) هو نوعٌ من الأفلام، وعادةً ما يكون جديًا ومستقلًا، ويستهدفُ سوقًا متخصصًا بدلًا من السوق العام للجماهير.

## تعريف
كما يُعرف أيضًا بأنهُ «يهدف إلى أن يكون عملًا فنيًا جديًا، وغالبًا ما يكون تجريبيًا وغير مُصمم للجمهور العام»، كما «يُصنع أساسًا لأسبابٍ جمالية بدلًا من الربح التجاري»، و«محتواه غير تقليديٍ أو رمزيٍ للغاية».